# Kenneth Woolmer, Baron Woolmer of Leeds

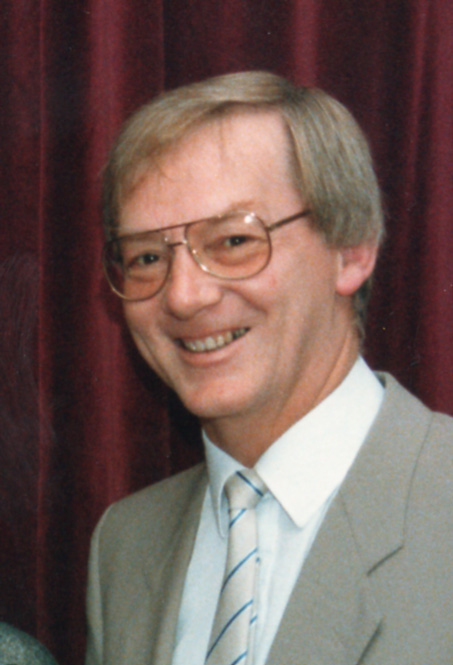
Kenneth Woolmer, Baron Woolmer of Leeds, 2011

Kenneth John Woolmer, Baron Woolmer of Leeds (* 25. April 1940) ist ein britischer Politiker der Labour Party.

## Karriere
Woolmer wurde 1979 für den Wahlkreis Batley and Morley als Abgeordneter ins House of Commons gewählt. Zur 1983er Wahl wurden die Kreise geändert, woraufhin Woolmer für den neuen Wahlkreis Batley and Span antrat, aber Elizabeth Peacock von den Tories unterlag. Er wurde am 3. Juli 1999 mit dem Titel Baron Woolmer of Leeds, of Leeds in the County of West Yorkshire, zum Life Peer erhoben.